# Neelus
Neelus es un género de Arthropoda en Collembola. Neelus se encuentra en la familia  Neelidae.

## Lista de especies
Según Checklist of the Collembola of the World (versión 11 de agosto de 2019) el género incluye las siguientes especies:
Neelus murinus Folsom 1896 (Neelus)
Neelus desantisi Najt, 1971
Neelus fimbriatus Bretfeld & Trinklein, 2000
Neelus labralisetosus Massoud & Vannier, 1967